# Christiania (skiën)
Een christiania is bij het skiën de gebruikelijke manier om tot stilstand te komen. Bij een christiania wordt het lichaam een kwartslag gedraaid en de ski's horizontaal op de helling geplaatst en daarna op hun kant gebracht. De beweging gaat het best door vooral de onderste ski, dus die aan de kant van het dal, te belasten. De christiania is in de periode 1926-1950 genoemd naar Christiania, de vroegere naam van Oslo, maar ook naar Christiaan IV, die de stad na de verwoestende brand van 1624 herbouwde. De christiania speelt een rol bij een achtervolging op ski's in de thriller The Lonely Skier (De eenzame skiër) uit 1947 van de Britse schrijver Hammond Innes (1913-1998).